# Episodi di In aller Freundschaft (diciassettesima stagione)
La diciassettesima stagione della serie televisiva In aller Freundschaft è stata trasmessa in anteprima in Germania da Das Erste tra il 14 gennaio 2014 e il 16 dicembre 2014.
| nº | Titolo originale            | Prima TV Germania |
| -- | --------------------------- | ----------------- |
| 1  | Prioritäten                 | 14 gennaio 2014   |
| 2  | Wortgefechte                | 21 gennaio 2014   |
| 3  | Der Überraschungsgast       | 28 gennaio 2014   |
| 4  | Schmerzhafte Wahrheiten     | 4 febbraio 2014   |
| 5  | Alles auf eine Karte        | 18 febbraio 2014  |
| 6  | Verdachtsmomente            | 25 febbraio 2014  |
| 7  | Entscheidung fürs Leben     | 4 marzo 2014      |
| 8  | Wo Rauch ist...             | 11 marzo 2014     |
| 9  | Luftschlösser               | 17 marzo 2014     |
| 10 | Gegen alle Regeln           | 25 marzo 2014     |
| 11 | Verraten und verkauft       | 1º aprile 2014    |
| 12 | Ostern mit Tücken           | 8 aprile 2014     |
| 13 | Anschuldigungen             | 22 aprile 2014    |
| 14 | Hochfliegende Träume        | 29 aprile 2014    |
| 15 | Zukunftsperspektiven        | 6 maggio 2014     |
| 16 | Bittere Vorwürfe            | 13 maggio 2014    |
| 17 | Mit ganzem Herzen           | 27 maggio 2014    |
| 18 | Hinter verschlossenen Türen | 3 giugno 2014     |
| 19 | Hals über Kopf              | 10 giugno 2014    |
| 20 | Voreilige Schlüsse          | 17 giugno 2014    |
| 21 | Scherbengericht             | 24 giugno 2014    |
| 22 | Funkenflug                  | 15 luglio 2014    |
| 23 | Auf dünnem Eis              | 22 luglio 2014    |
| 24 | Redebedarf                  | 29 luglio 2014    |
| 25 | Zug um Zug                  | 5 agosto 2014     |
| 26 | Gebrochene Herzen           | 12 agosto 2014    |
| 27 | Alte Verletzungen           | 19 agosto 2014    |
| 28 | Der Moment der Wahrheit     | 26 agosto 2014    |
| 29 | Außer Kontrolle             | 2 settembre 2014  |
| 30 | Feuer und Flamme            | 9 settembre 2014  |
| 31 | Herzstillstand              | 16 settembre 2014 |
| 32 | Annäherungsversuche         | 23 settembre 2014 |
| 33 | Böses Blut                  | 30 settembre 2014 |
| 34 | Nervenkrieg                 | 7 ottobre 2014    |
| 35 | Auf Gedeih und Verderb      | 14 ottobre 2014   |
| 36 | Aus allen Wolken            | 21 ottobre 2014   |
| 37 | Tauwetter                   | 4 novembre 2014   |
| 38 | Mein Leben                  | 11 novembre 2014  |
| 39 | Meilensteine                | 25 novembre 2014  |
| 40 | Kurswechsel                 | 2 dicembre 2014   |
| 41 | Mit einem Paukenschlag      | 9 dicembre 2014   |
| 42 | Weihnachtswunder            | 16 dicembre 2014  |